# Hannes Müller (Koch)
Hannes Müller (* 1977 in Lienz) ist ein österreichischer Koch, der 2024 zum Gault Millau-Koch des Jahres ausgezeichnet wurde.

## Werdegang
Müller entstammt einer Gastronomenfamilie. Nach der Ausbildung in der Hotelfachschule in Villach kochte er ab 1992 im Hotel Goldener Hirsch in Salzburg, dann ab 1997 im Restaurant Korso im Hotel Bristol in Wien bei Reinhard Gerer (ein Michelinstern). 1999 ging er als Rezeptionist nach Sun Valley in Idaho, 2000 kochte er im Hotel Hochland Seefeld bei Innsbruck. Dann kehrte er 2002 in den elterlichen Betrieb zurück.
2009 übernahm er das Hotel und Restaurant Die Forelle am Weißensee. Das Restaurant wurde 2025 mit einem Michelinstern ausgezeichnet.
Ab 2018 kochte er in der ORF-Kochsendung Schmeckt perfekt.
Müller ist verheiratet und hat drei Kinder.

## Auszeichnungen
- 2024: Koch des Jahres, Gault Millau[3]
- 2025: Ein Michelinstern und ein Grüner Michelinstern für das Restaurant Die Forelle[6][7]

## Publikationen
- Mit Andreas Striemitzer: Weißensee - kulinarisch: Die Speise- und Landkarte einer Region. Krenn 2007, ISBN 978-3-902532-37-4.
- Mit Andreas Striemitzer u. a.: Weißensee fangfrisch: Die Speise- und Landkarte einer Region. Krenn 2008, ISBN 978-3-902532-85-5.
- Mit Martin Nuart u. a.: Lebensmittelpunkt Weißensee. Krenn 2018, ISBN 978-3-99005-328-7.
- Wie schmeckt der Weißensee: Portrait einer Region. 2024, ISBN 978-3-200-09720-9.